# Vodeane, Șîroke
Vodeane (în ucraineană Водяне) este localitatea de reședință a comunei Vodeane din raionul Șîroke, regiunea Dnipropetrovsk, Ucraina.

## Demografie
Componența lingvistică a localității Vodeane
     Ucraineană (96,56%)
     Rusă (3,11%)
     Alte limbi (0,33%)
Conform recensământului din 2001, majoritatea populației localității Vodeane era vorbitoare de ucraineană (96,56%), existând în minoritate și vorbitori de rusă (3,11%).